# 감곡장호원역
감곡장호원역(GamgokJanghowon station, 甘谷長湖院驛)은 충청북도 음성군 감곡면에 위치한 중부내륙선의 철도역이다.

## 연혁
- 2021년 6월 29일: 112역 명칭 감곡장호원역으로 확정[1]
- 2021년 11월 17일: 철도거리표 고시[2]
- 2021년 12월 31일 : 개통과 함께 영업 개시

## 역 구조
1면 2선의 섬식 승강장이나, 복선화를 대비하여 2면 4선으로 설계되었다.승강장에는 스크린도어가 설치되어 있다.

### 승강장
| ↑가남           |
| １２ \| ３４ \| |
| 앙성온천↓       |

| 1 | 중부내륙선 | KTX | 판교 방면        |
| 2 | 중부내륙선 | KTX | 충주 · 문경 방면 |

## 역 주변
역 기준으로 장호원읍과 감곡면 시내와 멀지 않은 곳에 위치해 있으며 동쪽에는 극동대학교가 있고 북쪽에는 강동대학교가 위치해 있다.

## 인접한 역
| 중부내륙선     | 중부내륙선     | 중부내륙선         |
| -------------- | -------------- | ------------------ |
| 가남 판교 방면 | KTX 중부내륙선 | 앙성온천 문경 방면 |